# Christoph von Wedel
Christoph von Wedel (* 1584; † 1672) war Landrat im Stift Cammin und in Hinterpommern.
Christoph von Wedel war Herr auf Uchtenhagen, Freienwalde, Mellen und Steinhöfel. Er war Landrat im Stift Cammin, wahrscheinlich seit den 1620er Jahren. Ab 1643 gehörte er einem ständigen Ausschuss der Landstände des Stifts und des Teilherzogtums Pommern-Stettin an. Er wurde Obereinnehmer des Landkastens. Auf Anordnung des Kurfürsten Friedrich Wilhelm folgte er 1650 Matthias von Güntersberg im Direktorium der Landstände nach.